# Cabuyal (Sícchez)
Cabuyal es una localidad peruana ubicada en el distrito de Sícchez, perteneciente a la provincia de Ayabaca del departamento de Piura, al norte del Perú. 

## Ubicación
Cabuyal se ubica al norte de la provincia de Ayabaca, en el distrito de Sícchez, en el departamento de Piura.

## Demografía
En 2017 Cabuyal tenía una población de 2 habitantes.
| Gráfica de evolución demográfica de Cabuyal entre 1993 y 2017 |
|                                                               |
| Fuentes: Población 1993 y 2017                                |